# Saisie-appréhension en droit français
Ne doit pas être confondu avec Saisie-attribution en droit français.
La saisie-appréhension est une procédure civile d'exécution forcée qui permet de contraindre un débiteur à livrer ou à restituer un bien meuble au créancier.

## Le régime général de la saisie-appréhension

### Les conditions de fond
Le créancier doit être muni d'un titre exécutoire constatant une obligation de délivrance ou de restitution d'un bien (détention précaire), sauf lorsque le propriétaire du bien se prévaut d'une clause de réserve de propriété. La saisie-attribution peut être exercée à des fins conservatoires, sur autorisation préalable du juge, dans le cadre d'une saisie-revendication, par une requête aux fins d'injonction de remise d'un bien meuble.

### La procédure

#### Le commandement préalable adressé au débiteur
Le créancier d'une saisie-appréhension doit adresser au débiteur un commandement préalable accompagné d'une copie du titre exécutoire. Ce commandement doit rappeler l'obligation pour la personne saisie de transporter dans les 8 jours et à ses frais le bien dans le lieu indiqué par le créancier, et qu'à défaut, celui-ci pourra appréhender le bien aux frais du débiteur. 
Le commandement doit également indiquer le JEX compétent et être signifié au débiteur concommittament au jugement. Le commandement préalable doit également être remis au tiers saisi avec le jugement, en rappelant la détention précaire du bien pour le compte du débiteur, et l'exigence d'une exécution volontaire dans un délai de 8 jours. En l'absence de titre exécutoire, le créancier peut demander l'autorisation judiciaire d'agir à des fins conservatoires. 

#### Les contestations
Le débiteur ou le tiers saisi peuvent former une opposition (adressée au juge de l'exécution) dans un délai d'un mois à compter de la signification du commandement, à peine d'irrecevabilité de l'opposition. En l'absence d'opposition, le créancier peut obtenir l'apposition de la formule exécutoire permettant l'exécution formée, et un certificat de non-contestation délivré par le greffe. Enfin, le débiteur peut opposer son droit de rétention du bien. Le JEX étant incompétent pour apprécier le droit de rétention, il ne peut que le constater et inviter les parties à saisir la juridiction compétente sur le fond. 

## La saisie-appréhension des biens placés dans un coffre-fort
Le créancier peut appréhender les biens détenus dans un coffre-fort géré par les personnes habilitées au commerce de l'argent (établissements de crédit). Il doit connaître l'existence du coffre et l'identité de l'établissement gestionnaire du coffre.

### La signification de l'acte de saisie-appréhension
L'acte de saisie-appréhension signifié à l'établissement doit mentionner l'identité du débiteur, la référence au titre exécutoire, l'interdiction faite au tiers saisi de donner accès au coffre, et la date et l'heure d'ouverture du coffre en présence de l'huissier et du débiteur. Le débiteur est informé par la signification de l'acte dans les 8 jours suivant la signification au tiers saisi.

### L'ouverture du coffre
Le coffre est ouvert en présence du tiers saisi, du débiteur et de l'huissier du créancier. Celui-ci doit établir un inventaire du contenu du coffre et un inventaire distinct des biens revendiqués. Les PV sont signés par les parties en présence, et une copie du seul inventaire des biens revendiqués est adressée au créancier. En l'absence de tels biens, l'huissier dresse un PV de carence. Il peut apposer des scellés et le tiers saisi peut attester qu'il n'a pas permis l'accès au coffre avant le jour d'ouverture.  En présence des biens revendiqués, l'huissier peut les appréhender pour les remettre au créancier, ou inviter le débiteur à les remettre au créancier à ses propres frais. Enfin, l'inventaire total peut être produit dans le cadre d'une instance lorsque le créancier conteste l'absence des frais revendiqués.
Lorsque le tiers saisi refuse l'ouverture du coffre, l'huissier peut obtenir du juge et en urgence l'apposition des scellés, et procéder à l'ouverture forcée du coffre. En l'absence du débiteur, l'huissier peut reconvoquer les parties lorsque l'absence est motivée par un motif légitime, ou demander l'ouverture forcée du coffre en cas d'absence répétées ou pour motif illégitime.

## La saisie-appréhension des véhicules terrestre à moteur
Le créancier peut procéder à la saisie d'un véhicule terrestre à moteur en même temps qu'une saisie-vente de meubles, ou procéder à la saisie autonome du véhicule.
La saisie-appréhension d'un VTM peut être motivée par la remise du véhicule à son propriétaire (prêteur à usage, loueur professionnel, vendeur bénéficiaire d'une CRP, crédit-bailleur). Le créancier doit être muni d'un titre exécutoire, et dans le cadre d'une résiliation du crédit-bail pour loyers impayés, il doit mettre le débiteur en demeure de restituer le véhicule. En l'absence de restitution, le créancier poursuivant peut recourir à l'injonction de faire (plus rapide). L'acte de saisie doit être dénoncé dans les 8 jours suivant l'obtention du titre exécutoire.
Le créancier peut recourir à la saisie-appréhension d'un VTM lorsqu'il exerce son droit de gage sur le véhicule. Il peut s'agir du vendeur du véhicule, du prêteur des fonds, ou d'un établissement de crédit ayant demandé la constitution d'un gage (lequel doit être inscrit sur un registre spécial du tribunal de commerce). S'agissant d'un gage sans dépossession, le créancier bénéficie d'un droit de rétention fictif, qu'il peut exercer en cas d'impayé, de cession du véhicule à titre onéreux (l'accessoire suit le principal) ou de subrogation du véhicule par une créance d'assurance. Lorsque la restitution du véhicule est impossible, le créancier peut demander la contrepartie pécuniaire du véhicule en exerçant une saisie-attribution.
Attention : le véhicule peut devenir insaisissable lorsque le débiteur est propriétaire du véhicule à usage professionnel.

### La déclaration préalable à la préfecture
La saisie-conservatoire d'un VTM nécessite un titre exécutoire et une déclaration préalable de la saisie-conservatoire à la préfecture du lieu d'immatriculation. Le but est de rendre le véhicule indisponible à toute cession à titre onéreux, en empêchant l'acquéreur d'obtenir le certificat de non-gage du VTM pour une durée de deux ans renouvelable.

### L'immobilisation du véhicule
Le créancier peut procéder à l'enlèvement ou l'immobilisation du véhicule. Le créancier doit être muni d'un titre exécutoire (indiquant l'identité des parties et le montant de la créance) qu'il remet avec l'acte de saisie au propriétaire du véhicule. La mise en place du sabot ou l'enlèvement est réalisé par l'huissier aux frais du débiteur. Lorsque la dette est réglée dans le délai imparti, l'huissier produit un PV autorisant le retrait du véhicule enlevé. En l'absence de paiement, l'huissier peut proposer la vente du véhicule à l'amiable (dans un délai d'un mois), et à défaut (vente impossible ou prix insuffisant), l'huissier peut procéder à la vente aux enchères du véhicule (prix fixé librement par le créancier).

## Le devenir des avoirs saisis
En France, c'est maintenant l'Agence de recouvrement des avoirs saisis et confisqués (AGRASC) qui peut vendre des biens acquis illégalement (Immobilier, navires, voitures, bijoux, argent numéraire, vignoble, etc. ou encore comptes bancaires saisis dans les paradis fiscaux) puis saisis ; éventuellement « avant même le jugement » (avec remboursement à l'ancien propriétaire s'il est innocenté de la somme obtenue à la vente du bien, sans décote). Ce sont 28 851 biens qui auraient été ainsi confisqués en deux ans, lors du déroulement de 15 000 affaires.